# روشيل ستيفنز
روشيل ستيفنز (بالإنجليزية: Rochelle Stevens) هي منافسة ألعاب القوى أمريكية، ولدت في 8 سبتمبر 1966 في ممفيس في الولايات المتحدة.

## وصلات خارجية
- روشيل ستيفنز على موقع الاتحاد الدولي لألعاب القوى (الإنجليزية)
- روشيل ستيفنز على موقع أوليمبيديا (الإنجليزية)
- روشيل ستيفنز على موقع قاعة تينيسي للمشاهير الرياضية (الإنجليزية)